# Фелшепакоњ
Фелшепакоњ (мађ. Felsőpakony) је насеље у централној Мађарској. Фелшепакоњ је веће насеље у оквиру пештанске жупаније.

## Географија

### Локација
Налази се у централном делу округа, 5 километара југоисточно од административне границе Будимпеште, на Пештанском пољу. Његова локација и географски положај су инфраструктурно повољни, јер се налази у близини раскрснице аутопута М5 и аутопута М0. Значајна предност је близина Међународног аеродрома Ференц Лист у Будимпешти, који се налази неколико километара од места, а до њега се стиже за неколико минута аутопутем М0. Село је удаљено од ваздушног коридора аеродрома.

## Историја
Подручје Фелшепакоњ је било насељено место већ од 1. века, када су Сармати напали и населили регион. О томе сведочи гробница ископана 1932. године, а то потврђују и ископавања 1950-их, 1960-их. Током археолошких ископавања, пронађени су налази типични за Мађаре из X-XI века, што доказује да је подручје било насељено Мађарима из доба династије Арпад. Први писани запис о насељу је из 1264. године. Имање које је краљ Бела поклонио манастиру Чути Премонтре је у опису границе прво наведено као „Пукун“, а затим као „Пакон“. Према археолошким ископавањима, на брду званом Папхеги стајала је црква из XIII-XIV. века, поред које се налазило гробље насеља. 
Од анжујског периода насеље је важило за насељено племићко село, породица Пакоњи, која је поседовала ову територију, важила је за угледније племиће, а од 1341. до 1453. године тројица су бирана за кметске судије Пештанског округа. Године 1417. Домонкош Пакоњи је добио, право на утврђење и постао је највиши казнени орган, од краља Жигмонда у замену за своје услуге. Ово последње је значило да је могао да сакати или погуби злочинце ухваћене у границама његовог имања, иначе би то било право жупаније. 
Село је потпуно уништено током турске најезде, током турског похода који је заузео Будим. Име насеља се поново појављује 1704. године као место једне од битака Ракоцијевог рата за независност, у то време се већ помиње као Фелшепакони. Након тога, насеље и његова околина су прво постали власништво грофова Радаја, а потом и Дегенфелда. Насељавање је почело касно, пошто је и 1895. године на имању Дегенфелд од 2.700 људи било запослено само 35 сталних радника, тако да је укупан број становника у то време био око 200, али је и 1920. године избројано само 261. После извршених парцелација 1938. године, током којих је створено 810 парцела, број становника је порастао на 657, 1941. године, 1949. године на 663 и 1960. године на 789 становника. Организовано је као суопштина Општинског већа Ђала 1970. године, а насеље је повратило своју независност 1990. године, када је у њему живело 2.271 становника.

## Становништво
Током пописа из 2011. године, 83% становника се изјаснило као Мађари, 0,4% као Роми, 0,8% као Немци и 0,5% као Румуни (16,9% се није изјаснило). 
Верска дистрибуција је била следећа: римокатолици 26,3%, реформисани 11,7%, лутерани 0,4%, гркокатолици 1,4%, неконфесионални 21,7% (35,3% се није изјаснило).